# Ostrów koło Radymna
Ostrów koło Radymna – przystanek osobowy w Ostrowie, w Polsce, w województwie podkarpackim, w powiecie jarosławskim, w gminie Radymno. Przystanek został otwarty w dniu 2 czerwca 1957 roku.

## Ruch pasażerski
| Rok  | Wymiana pasażerska na dobę |
| ---- | -------------------------- |
| 2017 | 100-419                    |
| 2022 | 100-149                    |

10 czerwca 2018 otwarto nowy przystanek zlokalizowany bliżej centrum miejscowości Ostrów, tym samym przystanek Ostrowiecko zmienił nazwę na Ostrów koło Radymna.